# Boom Beach
Boom Beach és un videojoc d'estratègia multijugador freemium per a mòbils, desenvolupat per Supercell. Va ser llançat primerament al Canadà l'11 de novembre de 2013, i publicat definitivament el 26 de març de 2014. El joc té moltes similituds amb Clash of Clans, un altre joc de Supercell, però canviant algunes mecàniques bàsiques del joc.

## Jugabilitat
Boom Beach és un joc d'estratègia que combina atacs contra altres jugadors i atacs en contra de bases generades automàticament pel joc. El joc es desenvolupa en un arxipèlag tropical amb el jugador en una illa amb defenses i tropes (similar a l'estil de Clash of Clans).
Els jugadors poden construir la seva base, millorar i desbloquejar els seus defenses i edificis. Boom Beach combina campanyes d'un jugador individual amb la capacitat d'atacar altres jugadors en manera multijugador en el mateix mapa. Boom Beach ha estat en el top 10 de jocs en 22 països des del seu llançament. El joc enfronta al jugador contra un enemic conegut com "La Guàrdia Fosca" qui són sovint representats per un militar d'alt rang anomenat "Hammerman".
A part de l'aspecte principal del joc, hi ha també una manera cooperativa on els jugadors reuneixen "Informació Militar" (sobrevivint o ordenant atacs) que és usada després per atacar bases generades pel sistema en Atacs de Força Operativa.

### Moneda
En Boom Beach el jugador necessita recol·lectar recursos com a or, fusta, pedra, i en nivells més alts, ferro; per millorar i construir tropes i edificis. El joc també utilitza una moneda especial: els diamants. Els diamants poden ser atorgats després d'haver aconseguit certs objectius o com recompenses a esdeveniments especials, però la manera principal d'adquirir els diamants és comprant-los utilitzant diners reals. Els diamants també poden ser adquirits fent click en les caixes de tresor quan apareixen de manera aleatòria en el mapa. Els diamants poden ser utilitzats per agilitar cada aspecte del joc (excepte operacions amb el submarí); des de temps de construcció d'edificis i estàtues, fins a la creació de tropes i millores en l'Armeria. També es poden usar per comprar més or, fusta, pedra o ferro. L'única cosa que no es pot comprar amb diamants és Informació Militar i les Pedres de Poder que poden ser utilitzades per millorar diversos aspectes del joc com la vida de les tropes o dels edificis, producció de recursos entre uns altres.

## Crítiques
IGN li va donar 7/10 nominant-ho com una versió moderna de Clash of Clans.